# 許世賢博士紀念館
許世賢博士紀念館，位於台灣嘉義市西區，設立於嘉義市立圖書館世賢分館三樓，隸屬嘉義市政府文化局，2014年1月4日開館啟用。此館為紀念有「嘉義媽祖婆」稱號的許世賢而設立，當中展出許世賢相關文物。

## 外部連結
- 許世賢博士紀念館 （页面存档备份，存于）